# Apollo (homojongerenvereniging)
Apollo was een Rotterdamse homojongerenvereniging, opgericht in 1968.  De vereniging beschikte over een eigen sociëteitsruimte, waar een wekelijkse café-avond, themacafés en gespreksgroepen werden gehouden. Daarnaast gaf Apollo voorlichting op scholen en gaf zij van 1979-1988 het clubblad Vijgeblad uit, de voorloper van homojongerenmagazine Expreszo. In 2014 werd Apollo opgeheven.

## Organisatie/doelstellingen
Apollo was de oudste zelfstandige homojongerenvereniging welke haar sociëteitsruimte heeft aan de Zwarte Paardenstraat 91A te Rotterdam. De statutaire naam van de vereniging was Sociëteit Apollo, voor homoseksuele, lesbische, biseksuele en transgenderjongeren.
De belangrijkste doelstellingen van de vereniging waren:
- Het verlenen van opvang aan lesbische, bi-, homo- en transgenderjongeren in hun coming-out.
- Het geven van voorlichting, al dan niet in samenwerking. Waarbij aandacht geschonken wordt aan aids en veilig vrijen.
- Het behartigen van belangen van lesbische, bi-, homo- en transgenderjongeren in de regio Rotterdam-Rijnmond.

De doelstellingen werden ingevuld door een wekelijkse café-avond op de vrijdagavond van 18:00-02:00 met een leeftijdsgrens tot 26 jaar, het organiseren van themacafés, gespreksgroepen (Echo), nieuwsbrief met informatief karakter (Pegasus), geven van voorlichting op scholen samen met het COC-Rotterdam (HOi) en door te reageren op gebeurtenissen die van invloed zijn op de belangen van lesbische, bi-, homo- en transgenderjongeren in de regio Rotterdam-Rijnmond.

## Geschiedenis van Apollo

### Periode 1968-1986
De eerste 25 jaar van haar bestaan heeft de Nederlandse Vereniging tot Integratie van Homoseksualiteit COC (kortweg COC) voor homojongeren weinig of niets betekend. De oorzaak daarvan was artikel 248-bis van het Wetboek van Strafrecht: "De meerderjarige, die met een minderjarige van hetzelfde geslacht wiens minderjarigheid hij kent of redelijkerwijs moet vermoeden, ontucht pleegt, wordt gestraft met gevangenisstraf van ten hoogste vier jaar." 
Om meerderjarige leden tegen chantage te beschermen en tegenstanders van het COC geen gelegenheid te geven de vereniging te doen verbieden (wegens het uitlokken van overtreding van 248-bis), werd minderjarigen de toegang tot het COC ontzegd. 
Daarom ontstond aan het eind van de jaren zestig en het begin van de jaren zeventig buiten het COC om een aantal homojongerensociëteiten. Vier daarvan werden vanuit de Stichting Ruimte opgezet en waren ondergebracht bij de door deze stichting beheerde open jongerencentra. Het waren Zoos (Amsterdam, 1967), Apollo (Rotterdam, 1968), Laan 28 (Den Haag, 1969) en Mix (Leiden, 1970). 
Andere homojongerensociëteiten uit deze begintijd zijn Pann (Utrecht, 1969), Gosh (Arnhem), Ziant (Tilburg) en de Jongeren Werkgroep Homofilie Maastricht, die alleen met het oog op de integratie van homojongeren waren opgezet door en/of verbonden werden aan culturele en politieke centra die zich op een algemeen (jongeren)publiek richtten. 
Van de genoemde sociëteiten bestaat heden alleen Stichting PANN nog, zij het dat deze in tweeërlei opzicht geen aanspraak meer kan maken op het etiket homojongerenvereniging: in de eerste plaats kent Pann geen leden en in de tweede plaats wordt er geen leeftijdsgrens gehanteerd. Zodoende was Apollo de enige homojongerensociëteit van de eerste generatie die tot voor kort heeft weten te overleven.
In de eerste jaren werd Apollo met name bezocht door werkende jongeren. Door de fusie van de Rotterdamse Studenten Werkgroep Homoseksualiteit (bestaande uit studenten van de huidige economische en medische opleiding van de Erasmus Universiteit) in 1970 werd Apollo jarenlang vooral door studenten gedomineerd. 
In 1972 weekte Apollo zich los van Stichting Ruimte en zocht een onderkomen bij de humanistische vereniging Experience aan de Vondelweg. In 1974 verkreeg Apollo koninklijke goedkeuring waardoor de vereniging rechtspersoonlijkheid verwierf. Toen in 1980 het onderkomen aan de Vondelweg door nieuwbouw gesloopt werd kende Apollo een zwervend bestaan door Rotterdam bij verschillende trefcentra (NIVON, Coolsestraat en het Trefcentrum aan de Westersingel).

### Periode 1986-2000
Nadat het Trefcentrum aan de Westersingel werd gesloten dreigde Apollo zonder ruimte te komen zitten. Na veel overleg met de gemeente kwam het pand de Free aan de Josephstraat 32 beschikbaar voor Apollo. Na een rustige start volgde hier al snel een bloei aan bezoekersaantallen. Daarnaast ontstond in 1988 het homojongerenmagazine Expreszo door het zelfstandig worden van de redactie van het Vijgeblad, dat vanaf 1979 het clubblad voor Apollo's leden en donateurs was. Expreszo heeft tot 1995 in hetzelfde pand als Apollo gezeten. Aan het eind van het millennium werd Apollo geregeld opgeschrikt door hangjongeren die stenen door de ramen gooiden en bezoekers lastigvielen. Apollo werd hierdoor gedwongen de Josephstraat te verlaten en verhuisde naar de Van Oldenbarneveltstraat 116, waar Apollo tot 2008 zat.

### Periode 2001-2006
In 2005 dreigde er vanwege gemeentelijke bezuinigingen een einde aan de structurele subsidie van Apollo te komen. Toenmalig wethouder veiligheid en volksgezondheid Marianne van den Anker van Leefbaar Rotterdam verlangde dat Apollo vanaf 2006 ging samenwerken met het COC Rotterdam. Afgezien van procedurefouten was het problematisch dat het COC Rotterdam aangaf niet met Apollo als zelfstandige organisatie te willen samenwerken, en dat alle andere partijen het plan strijdig vonden met de nadruk die de gemeente wilde leggen op vrijwilligerswerk, jongeren en specifieke doelgroepen. Er dreigde een motie te worden ingediend, wat Van den Anker haar voorstel deed wijzigen. De opgelegde samenwerking werd uitgesteld tot 2007; 2006 zou een overbruggingsjaar worden. Echter, in 2006 kreeg Apollo van de gemeente te horen dat de structurele subsidie toch zou worden voortgezet.

### Periode 2007-2010
In juni 2007 kreeg Apollo te horen dat het pand aan de Van Oldenbarneveltstraat 116 per 1 juli 2008 verlaten moest worden, zodat het pand voor commerciële verhuur gerenoveerd kon worden. Vanaf dat moment is er, met behulp van de gemeente, gezocht naar een vervangend pand. Dit was zonder resultaat, wat er tot leidde dat op 31 mei 2008 het sluitfeest van het pand werd gehouden zonder dat er duidelijkheid bestond over de toekomst van de vereniging. Met behulp van politiek Rotterdam is Apollo meerdere malen onder de aandacht gebracht in de gemeenteraad. Per 1 augustus 2008 is er een tijdelijke oplossing in werking gegaan, waarbij Apollo als zelfstandige vereniging gebruik maakte van de huisvesting van het COC Rotterdam. Terwijl er hard werd gezocht naar een nieuw pand, vonden de bijeenkomsten van Apollo plaats in het pand van het COC Rotterdam.

### Periode 2010-2014
Na ruim twee jaar van het pand van het COC Rotterdam gebruik te hebben gemaakt, heeft Apollo in de herfst van 2010 weer een eigen ruimte gevonden. Eind november 2010 is met een welkomstreceptie en een openingsfeest de nieuwe locatie aan de Zwarte Paardenstraat 91A in gebruik genomen; sindsdien vonden alle caféavonden op vrijdag en zaterdag alsook alle andere activiteiten plaats in het nieuwe pand.
In 2014 werd de vereniging opgeheven.